# 富士海筋肉王
富士海筋肉王（簡稱或或《VIKING》）是日本富士電視台所舉辦的運動娛樂特別節目。
此節目與極限體能王SASUKE幾近相同，每集製作成本超過一億元日幣。第一集在2005年3月播出。由於節目頗受好評，在2005年8月還推出了親子版的富士海筋肉王。最後一次播出是在2006年10月播出的個人版第四回大會。
富士海筋肉王不只體力要好，還要有智力以及冷靜的判斷力，才能過關。現在此節目除了日本、台灣有播出外，在美國、法國播出時也有不錯的評價。許多外國人也可以參加比賽，為國爭光。

## 摘要
此節目的規則是，每集會有100位參賽者出場（也有些特例，像個人版第一回只有80人參賽，親子版分別是70、90、80組親子），闖過一道道難關，不過只要沒在限制時間內闖關成功或是中途落水都當場出局。共分四個舞台及18道關卡。只要是過了第一舞台，就可以繼續挑戰第二舞台，以此類推，個人版全破就可拿到200萬元日幣。（相當於6.70萬元新台幣），親子版全破就可以拿到由Honda汽車贊助的車款。
個人版比賽的流程是一個人闖過關卡，像極限體能王一樣。值得一提的是，親子版的流程是一對親子各自闖自己的難關，對於孩子會有比較簡單的關卡（例如跳箱、二位數的加法）等，只要最後兩人能在限制時間內一起按下按鈕，即算過關。親子版的第一舞台例外，即使沒能在限制時間內趕上，但是只要是前十五名，方可進入第二舞台。個人版沒有人能完全稱霸，不過親子版在第一、二回大會大路弘文和大路海斗親子曾經拿下兩次全破，除此之外第二回佐藤弘道和佐藤久哉親子也拿下了全破。
個人版第一回播出時，沒有人闖進第三舞台，創下本節目的最低紀錄。極限體能王SASUKE之中的極限體能王全明星也有挑戰的經驗，全都留下不遜色的成績。值得紀念的是個人版第二回大會，長野誠只差一隻手的距離就可以達成全破，但是最後還是體力用盡，由此可見，此節目有一定的難度。

## 富士海筋肉王播報員、實況轉播
- 竹下陽平（日语：竹下陽平）（第一回個人版）

- 長坂哲夫（日语：長坂哲夫）（第一回個人版）

- 梅田淳（日语：梅田淳）（第三回個人版、第二回親子版）

- 田中雄望（日语：田中雄介）（第二回個人版）

- 福井謙二（日语：福井謙二）（第二回個人版）

- 八塜浩（日语：八塚浩）（第三回親子版）

## 過去富士海筋肉王的厲害選手
- 基於版面上的需求，每五回大會作為一個單元。

- 大約顯示前三名的成績。

- 每位選手前面都會寫上背號。

### 個人版第一回大會～現在
第一回大會 藝能界最強王者決定戰（2005年3月22日播出）
此大會的完整名稱是。值得紀念的第一回大會，地點位於東京台場舉辦。此大會登場的選手TERU到目前為止都是全勤，高橋博光、南出仁寬等到第三回為止全勤。
第二舞台只有五人挑戰，但是全體陣亡，創下此節目最低紀錄。
排行榜
- 總合第一名（40）南出仁寬、（33）山崎賢太（日语：山崎賢太）、（32）山崎裕太（日语：山崎裕太），2-11 Rope Maze繩索迷宮
- 總合第二名（76）高橋博光、（58）TERU，2-09 Galleon三叉戟
- 總合第三名（70）白川裕二郎（日语：白川裕二郎）、（22）直也，1-08 Captain Cabin風車船長

※全包含出局第一海上舞台的結果是，看到這裡（日語）。
第二回大會 全世界最強王者決定戰 第一彈（2005年4月4日播出）
此大會的完整名稱是。此大會開辦前舉辦了海筋肉王選手權，厲害的選手都獲得了挑戰權。其中包括了極限體能王全明星之中的山田勝己、山本進悟、長野誠、秋山和彥。但是除了長野以外，其餘都在第一舞台出局。最後長野還闖進最終舞台，成為此節目史上第一位的Final List。他在只差一個手的距離就可以按到按鈕的情況下出局。此後大家對長野留下非常深刻的印象。
排行榜
- 總合第一名（90）長野誠，最後一關 Final Viking最終戰書（剩1.5公尺)
- 總合第二名（81）TERU，2-15 Heart Breaker傷心人
- 總合第三名（61）朝岡弘行、（62）佐藤學，2-14 Hevenly Climb天國攀爬
- 總合第四名（54）齊藤知幸、（96）高橋博光、（63）福田佑平、（74）南出仁寬，2-11 Rope Maze繩索迷宮
- 總合第五名（73）山口康輔、（97）石川輝一，Brain Ship Stage出局
- 總合第六名（49）大和心、（84）飯沼誠司、其餘二人，1-08 Captain Cabin風車船長
- 總合第七名（48）遠藤修、（50）秋山和彥、（72）山本進悟、其他多數，1-07 Swing Mast搖擺桅桿
- 總合第八名（92）山崎賢太（99）山田勝己、（100）波比·歐羅剛《畫面全切割》，1-06 Cannon Ball砲彈飛車

※全包含出局第一海上舞台的結果是，看到這裡 （页面存档备份，存于）（英文）。
第三回大會 全世界最強王者決定戰 第二彈（2005年10月4日播出）
此大會的完整名稱是。在賽前海筋肉王選手權的「ROAD TO VIKING（勇者之路）」、全明星、藝人們及一般參加者合計100人出場。關卡數量及長度都有增加，對於參賽者相當吃力。結果只有六個人通過第一海上舞台，其中一名過關者TERU因為在後台傷了右腳，因此棄權。
排行榜
- 總合第一名（71）南出仁寬，最後一關 Final Viking最終戰書《終極看板》
- 總合第二名（80）前田將，最後一關 Final Viking最終戰書，虎口巡航《旋轉部分》
- 總合第三名（87）稻桓裕士，2-14 Tactical Parley海盜小店《減法》
- 總合第四名（45）高橋博光，2-12 Rope Maze繩索迷宮《對岸附近》
- 總合第五名（100）佐藤弘道，2-11 Color Fusion彩色世界
- 總合第六名（97）TERU， 棄權
- 總合第七名（21）小宮理英、（40）羽賀佳代、（63）遠藤修、（81）山田勝己，1-09 Captain Cabin風車船長《時間到》

※全包含出局第一海上舞台的結果是，看到這裡（日語）。
第四回大會 藝能界最強冠軍聯賽（2006年10月4日播出）

### 親子版第一回大會～現在
第一回大會 熱血家族大集合！海筋肉王暑假珍藏版（2005年8月3日播出）
日文名稱是親子版的出現，比個人版較遲登場。關卡和個人版比起來，有著很大的不同，所有的關卡皆已翻新。報名要參加的親子，事先都有練習踩高蹺，然而在第一舞台之中，就可展現出他們練習的成果。出場的70組中，有15組通過第一舞台，其中有兩組因為天候惡劣而主動棄權。最終舞台不在東京舉行，而是在沖繩久米島。唯一一組到達最終舞台的大陸弘文父子，首次挑戰就達成完全稱霸。史上第一次，第一次開播就有人全破所有關卡。
排行榜
- 總合第一名 （68）大陸弘文，完全稱霸〔殘餘11.54秒〕
- 總合第二名 （46）根岸尚登、（50）丹波義隆、（69）山田勝己，2-16 逃生鐵棒
- 總合第三名 （其餘多數在鐵鎚道路出局者）

第二回大會 春假的熱血家族集合 海筋肉王SPECIAL（2006年4月1日播出）
日文名稱是這次的參賽者，大人要負責背好日本47個都道府縣，小孩要練習踩高蹺、獨輪車及跳跳樂，並在第一舞台第七關「家庭作業」展現成果。（挑戰時選擇其中一個即可）。最後，有20組過了第一舞台，比上一回多出五人。闖進最終舞台的有三組，其中包括上次全破的大路親子。由於佐藤親子以及大路親子都闖過最終舞台達成全破，但是大路弘文所留下的時間較少，所以由Honda贊助的車款由佐藤親子獲得，大路弘文則得到了200萬獎金。
排行榜
- 總合第一名 （89）佐藤弘道、（90）大路弘文，完全稱霸〔殘餘39.12秒及16.37秒〕
- 總合第二名 （51）佐賴正伯，最後一關 Final Viking最終戰書(剩5公尺)

第三回大會 海筋肉王SPECIAL 真夏的勇敢故事2006（2006年7月26日播出）
日文名稱是。這次關卡相對前兩關來說較難，大人需要潛入水中解開繩索，小孩也要參與踩高蹺等關卡。此外新設計算題和好漢坡等關卡。這次有3011組報名參賽，參賽的除了親子組外，也包括幾對情侶、夫妻，甚至於有祖孫、師徒、親友關係，以及兄弟姐妹。進入第一回合的有80組，第二回合有11組，包括第二回大會進入最終舞台的三組其中兩組。但這三組全部相繼失敗，最後剩下兩組首次挑戰的新人進入最終舞台。最終舞台和前兩屆一樣都在沖繩的久米島舉辦。兩組均未過最終關卡，因此獎金未發出去，只有工藤夫妻獲得Honda贊助車款。
- 所有通過第一關關卡的11組均有獲得製作單位提供的節目專屬手腕。
- 本次進入第一回合參賽者中，年紀最小5歲，最大60歲。

- 進入至第一回合的組別分類
  - 親子、祖孫:69組
  - 兄弟姊妹:2組
  - 夫妻:5組
  - 親友或其他:4組
  - 總計:80組

- 進入至第二回合的組別分類
  - 親子、祖孫:9組
  - 兄弟姊妹:1組
  - 夫妻:1組
  - 總計:11組

- 進入至最終回合的組別分類
  - 親子、祖孫:1組
  - 夫妻:1組
  - 總計:2組

排行榜
- 前兩名於最終關卡失敗
  - 總合第一名 （72）工藤順一郎、工藤惠夢，夫妻關係，最終關卡第五段
  - 總合第二名 （31）小川毅、小川麻衣，父女關係，最終關卡第三段

- 第3-11名於第二關卡失敗
  - （71）辻井啟伺、辻井強志，父子，第二關卡第七段
  - （74）工藤光一郎、工藤一真，父子，第二關卡第七段
  - （80）佐藤弘道、佐藤文哉，父子，第二關卡第七段
  - （29）中村潤、中村佳琳，父女，第二關卡第四段
  - （73）理映、Jacob，母子，第二關卡第四段
  - （75）丹波大士、丹波ゆう，兄妹，第二關卡第四段
  - （76）石坂治俊、石坂俊樹，父子，第二關卡第四段
  - （67）田渕治、田渕晃生，父子，第二關卡第二段
  - （78）佐賴政伯、佐賴菜月，父女，第二關卡第二段

## 富士海筋肉王挑戰者

### 在富士海筋肉王的極限體能王全明星
山田勝己（出場3回 鐵工廠工人、極限體能王全明星）
第二回在賽前就表示他最擔心搖擺桅杆，卻在砲彈飛車落下（No.99），第三回在船長爬行時間到。此回大會舉辦以前有一個預選會，結果在搖擺桅杆時間到。可惜的是，他無法發揮在極限體能王SASUKE所展現的實力，賽後說了一句話：「還是沒有做出結果。」於是在第四回缺席。此外長野誠也有參賽，兩人成為很好的戰友。
長野誠（出場2回 宮崎縣漁夫、極限體能王全明星）
第二回初出場，在第一舞台以自己快速的特色，留下25秒過關，還乘勝追擊，一路挺進最後一關，卻在攀繩時力氣耗盡 ，以剩下大約一隻手的距離落敗，是第一個挑戰最後關卡的人（No.90）。第三回抱著更大的信心前來挑戰，卻在賽前曾說最沒把握的海盜小店出局（No.99）。
山本進悟（出場1回 長谷川加油站地區經理、極限體能王全明星）
只在第二回大會出場，是第二位挑戰的全明星。賽前曾說過「好像還比極限體能王的關卡還難」，果然不出他所料，在搖擺桅杆出局。（No.72）
秋山和彥 (出場1回 療養院院長、極限體能王全明星)
只在第二回大會出場，是第一位挑戰的全明星，最後在搖擺桅杆因盪偏掉出局。（No.50）

### 實力堅強的選手
高橋博光（出場3回 古典芭蕾舞者、肌肉歌舞團團長）
第一回藝人大會出場，但是在三叉路落下（No.76），第二回在繩索迷宮退場（No.96），第三回也在繩索迷宮戰敗（No.45）。

### 留下深刻記憶的選手
倉持稔（出場2回 居酒屋店長、又名章魚店長）
雖然年過五十，卻有著優異表現。首次出場時雖然在海盜小店答案把173打成317，讓大家貽笑大方，第二次出場即闖到砲彈飛車，讓大家留下深刻的印象。可惜他在極限體能王沒能展現他的實力。

## 最新關卡名稱（個人版）
- 這裡介紹的是第四回的關卡，許多關卡與前作都大不相同，可以說是史上更改最大的一次更新。

- 關卡將由日文→中文的方法表示。

### 第一舞台
- 限制時間三分鐘

- 此大會有許多關卡都重新翻修，是史上最大的更新。

⒈オデッセイ（巨大羅盤）
通過一個不穩定的巨大羅盤。羅盤上設有一些障礙物。
⒉高速スライダー（高速滑行）
抓住鐵棒然後向下滑至著陸區，渡過一獨木橋挑戰下一關卡。
⒊トリプルウォール（三段牆壁）
有三道牆壁，一層比一層高，要想辦法越過這些牆壁。第三層牆上設有像「女子版體能王」的脫出繩。
⒋ライフボート（救生小艇）
坐上一個橘色的救生艇，碰到水沒關係，不過翻船就必須游泳游回起跑點再游到對岸。
⒌パーレイ（海盜小店）
電腦隨機選出一組2位數+2位數的計算，算對則可通往下一關，算錯會掉入水中。此藝人大會有兩次機會可作答。
⒍メインデッキ（主要甲板）
從粗圓木和細圓木選一個當作橋渡過，但是此大會兩的圓木都是粗的。（大概是一對一Match Play的關係）另外第三回時沒有出現此關卡。
⒎ラストロープ（最後之網）
有兩個網子在水上載浮載沉，必須潛入水裡或爬上去通過。
⒏サバイバルクライム（逃生爬行）
爬上35度的斜坡，爬到中段時變成平地，再爬上第二段。另外第二段斜坡上設有繩子。按下按鈕即過關。

### 第二舞台
⒐ハンマーロード（槌子道路）
這一關是第二舞台唯一的關卡。通過20個左右擺動的槌子，像極限體能王五連槌的進化型。

### 第三舞台
⒒キャスターウェイ（劫後餘生）
抱住一個金色的球，然後滑行十公尺。
⒓スイングマスト（搖擺桅桿）

### 最終舞台
⒙ファイナルバイキング（惡魔鷹架）
爬上高25公尺的鷹架，最後按下按鈕。時間最快的即為優勝者。

## 最新關卡名稱（親子版）
- 第一舞台限制時間145秒，第二舞台130秒。

### 第一舞台
⒈ランデブーラン（攜手跑步）
親子各分左、右，通過一些奇形怪狀的浮島。
⒉スーパーダイビング（水中尋寶）
前所未聞的水中關卡，一位選手拉起手把，再由另一位選手鑽過直徑60公分的洞，取得高速滑軌用的竿子。
⒊壁登り（繩索攀爬）
抓住繩索爬上1.9公尺的牆壁。默契不好的選手都相繼在這裡失敗。
⒋高速スライダー（高速滑軌）
利用取得的竿子架設在滑軌上，快速滑下至一不穩定的浮島。
⒌跳び箱（障礙跳箱）
由一位參賽者按下按鈕開關，再由另一位選手跳過八層的跳箱，中間有水坑必須越過。
⒍パーレイ（海盜小店）
兩位數的加法。在這裡先記住答案往下一關卡前進。
⒎ライフボート（激流勇士）
坐上橘色的救生艇滑下水道。翻船就當場出局，記下的答案也全都泡湯。如果通過了就將剛剛記下來的答案打在答案欄上。
⒏宿題ロード（家庭作業）
小孩必須從高蹺、跳跳樂及獨輪車選其中一項，藉由這些工具通過60公分的平衡橋。
⒐ラストロープ（最後之網）
水面上有一個網子載浮載沉，必須越過這個網子朝下一關前進。
⒑サバイバルクライム（逃生爬行）
爬上35度的斜坡。到了¾處時變成平地，最後的¼斜坡有架設繩子。

### 第二舞台
⒒ペアバンク（雙人水潭）
類似「女子版體能王」的斜面走。
⒓親離れ子離れ（各奔東西）
在一個中空的圓圈上面藉由兩公尺的橡皮繩個在兩端通過。
⒔ハンマーロード（槌子道路）
在一獨木橋上通過左右搖晃的槌子。
⒕２人乗り自転車（雙人腳踏車）
藉由一腳踏車騎過20公分的獨木橋。考驗默契及平衡感。
⒖ジャングルロープ（叢林奇譚）
抓住繩子然後盪到對岸。類似「極限體能王」的泰山跳躍。放手的時機很重要。
⒗ウォーターウォール（瀑布之牆）
類似「女子體能王」的暴風道。瀑布流下來的水會讓手沾濕，對於下一個關卡非常不利。留下來的時間進入第三關卡。

### 第三舞台
⒘脫出ポール（逃生棒子）
用第二舞台所剩下的時間，爬上棒子向上到達終點。

### 最終舞台
⒙ファイナルバイキング（最終戰書）
一位選手計算數學關卡，再由另一位通過雲梯。如果計算順利的話就會過得很輕鬆。限制時間為90秒，此大會沒有任何人通過這一關。

## 過去曾出現的關卡（個人版）
- 這裡的關卡一律用日文→中文的方式表示。
- 【】內的數字代表該關卡出現的大會數。

### 第一舞台
| 大會數 | 第一舞台關卡名稱 | 第一舞台關卡名稱 | 第一舞台關卡名稱 | 第一舞台關卡名稱 | 第一舞台關卡名稱 | 第一舞台關卡名稱 | 第一舞台關卡名稱 | 第一舞台關卡名稱 | 第一舞台關卡名稱 | 第一舞台關卡名稱 | 第一舞台關卡名稱 | 第一舞台關卡名稱 | 第一舞台關卡名稱 | 第一舞台關卡名稱 | 第一舞台關卡名稱 | 第一舞台關卡名稱 | 第一舞台關卡名稱 | 第一舞台關卡名稱 | 第一舞台關卡名稱 | 第一舞台關卡名稱 | 第一舞台關卡名稱 | 第一舞台關卡名稱 | 第一舞台關卡名稱 | 第一舞台關卡名稱 | 第一舞台關卡名稱 | 第一舞台關卡名稱 | 第一舞台關卡名稱 | 第一舞台關卡名稱 | 第一舞台關卡名稱 | 第一舞台關卡名稱 | 第一舞台關卡名稱 | 第一舞台關卡名稱 | 第一舞台關卡名稱 | 第一舞台關卡名稱 | 第一舞台關卡名稱 | 第一舞台關卡名稱 | 第一舞台關卡名稱 | 第一舞台關卡名稱 | 第一舞台關卡名稱 | 第一舞台關卡名稱 | 第一舞台關卡名稱 | 第一舞台關卡名稱 | 第一舞台關卡名稱 | 第一舞台關卡名稱 | 第一舞台關卡名稱 | 第一舞台關卡名稱 | 第一舞台關卡名稱 | 第一舞台關卡名稱 | 限制時間 |
| ------ | ---------------- | ---------------- | ---------------- | ---------------- | ---------------- | ---------------- | ---------------- | ---------------- | ---------------- | ---------------- | ---------------- | ---------------- | ---------------- | ---------------- | ---------------- | ---------------- | ---------------- | ---------------- | ---------------- | ---------------- | ---------------- | ---------------- | ---------------- | ---------------- | ---------------- | ---------------- | ---------------- | ---------------- | ---------------- | ---------------- | ---------------- | ---------------- | ---------------- | ---------------- | ---------------- | ---------------- | ---------------- | ---------------- | ---------------- | ---------------- | ---------------- | ---------------- | ---------------- | ---------------- | ---------------- | ---------------- | ---------------- | ---------------- | -------- |
| 1      | 巨大羅盤         | 巨大羅盤         | 巨大羅盤         | 巨大羅盤         | 巨大羅盤         | 巨大羅盤         | 滾動棧橋         | 滾動棧橋         | 滾動棧橋         | 滾動棧橋         | 滾動棧橋         | 滾動棧橋         | 劫後餘生         | 劫後餘生         | 劫後餘生         | 劫後餘生         | 劫後餘生         | 劫後餘生         | 主要甲板         | 主要甲板         | 主要甲板         | 主要甲板         | 主要甲板         | 主要甲板         | 海盜小店         | 海盜小店         | 海盜小店         | 海盜小店         | 海盜小店         | 海盜小店         | 砲彈飛車         | 砲彈飛車         | 砲彈飛車         | 砲彈飛車         | 砲彈飛車         | 砲彈飛車         | 搖擺桅杆         | 搖擺桅杆         | 搖擺桅杆         | 搖擺桅杆         | 搖擺桅杆         | 搖擺桅杆         | 船長爬行         | 船長爬行         | 船長爬行         | 船長爬行         | 船長爬行         | 船長爬行         |          |
| 2      | 巨大羅盤         | 巨大羅盤         | 巨大羅盤         | 巨大羅盤         | 巨大羅盤         | 巨大羅盤         | 滾動棧橋         | 滾動棧橋         | 滾動棧橋         | 滾動棧橋         | 滾動棧橋         | 滾動棧橋         | 劫後餘生         | 劫後餘生         | 劫後餘生         | 劫後餘生         | 劫後餘生         | 劫後餘生         | 主要甲板         | 主要甲板         | 主要甲板         | 主要甲板         | 主要甲板         | 主要甲板         | 海盜小店         | 海盜小店         | 海盜小店         | 海盜小店         | 海盜小店         | 海盜小店         | 砲彈飛車         | 砲彈飛車         | 砲彈飛車         | 砲彈飛車         | 砲彈飛車         | 砲彈飛車         | 搖擺桅杆         | 搖擺桅杆         | 搖擺桅杆         | 搖擺桅杆         | 搖擺桅杆         | 搖擺桅杆         | 船長爬行         | 船長爬行         | 船長爬行         | 船長爬行         | 船長爬行         | 船長爬行         |          |
| 3      | 巨大羅盤         | 巨大羅盤         | 巨大羅盤         | 巨大羅盤         | 巨大羅盤         | 巨大羅盤         | 滾動棧橋         | 滾動棧橋         | 滾動棧橋         | 滾動棧橋         | 滾動棧橋         | 滾動棧橋         | 劫後餘生         | 劫後餘生         | 劫後餘生         | 劫後餘生         | 劫後餘生         | 劫後餘生         | 逃離惡魔島       | 逃離惡魔島       | 逃離惡魔島       | 逃離惡魔島       | 逃離惡魔島       | 逃離惡魔島       | 海盜小店         | 海盜小店         | 海盜小店         | 海盜小店         | 海盜小店         | 海盜小店         | 砲彈飛車         | 砲彈飛車         | 砲彈飛車         | 砲彈飛車         | 砲彈飛車         | 砲彈飛車         | 搖擺桅杆         | 搖擺桅杆         | 搖擺桅杆         | 搖擺桅杆         | 搖擺桅杆         | 搖擺桅杆         | 船長爬行         | 船長爬行         | 船長爬行         | 船長爬行         | 船長爬行         | 船長爬行         |          |

オデッセイ（巨大羅盤）【1.2.3】
越過一個類似羅盤的東西，羅盤會搖晃，所以平衡感也很重要。女性脫落者多。
ローディングドック（滾動棧橋）【1.2.3】
從三個不同的地方落下來七公斤的沙包，接住其中一個之後度過一個細細的橋。
キャスタウェイ（劫後餘生）【1.2.3】
從一個浮島上跳躍抓住金球，再滑行10公尺。第四回起移植至第三舞台。
キャノンボール（砲彈飛車）【1.2.3】
4個大球兩端用繩索固定，必須從上面快速通過。第四回起移植至第三舞台。山田勝己首次出場時在此出局，波比歐羅剛連續兩次在此出局，脫落者多。
スイングマスト（搖擺桅杆）【1.2.3】
必須自己用繩子纏住前面上方的木桿，然後盪過一水池。極限體能王全明星之中的山本及秋山有在此脫落的經驗。
キャプテンキャビン（風車船長）【1.2.3】
直徑5.5M的巨型舵在旋轉，舵上有突起物必須往上爬。
アイランドエスケープ（逃離惡魔島）【3】
從1.8M高處往下跳到一不穩定的浮島，然後抓著繩子渡過8M到達對岸。

### 最終舞台
最後戰書[1.2.3]
唯有長野誠挑戰過，釣住13公尺的繩子橫向移動,再爬上10公尺的繩子，時間限制為100秒

## 外部連結
- 富士海筋肉王官方網站* 富士電視台首頁（页面存档备份，存于）
- JET TV《富士海筋肉王》介紹 - 那些2007年10月25日現在
- JET TV《海筋肉王選手權》介紹 - 那些2007年10月25日現在